# زنگ‌آباد (قروه)
زنگ‌آباد (قروه)، روستایی از توابع بخش چهاردولی شهرستان قروه در استان کردستان ایران است.

## جمعیت
این روستا در دهستان چهاردولی شرقی قرار دارد و براساس سرشماری مرکز آمار ایران در سال ۱۳۸۵، جمعیت آن ۱۹۴ نفر (۴۵خانوار) بوده‌است.